# 栃木市立大宮南小学校
栃木市立大宮南小学校（とちぎしりつ おおみやみなみしょうがっこう）は、栃木県栃木市藤田町にある公立小学校。

## 沿革
- 1892年 - 大宮学校分教室より分離し、藤田尋常小学校として独立。
- 1901年 - 現在地に校舎新築・移転し、大宮尋常小学校南校となる。
- 1947年 - 大宮村立大宮南小学校と改称。
- 1954年 - 大宮村の栃木市へ編入により、栃木市立大宮南小学校と改称。
- 2013年 - 小規模特認校に指定[1]。

## 通学区域
旧大宮村域の南部に相当する地区が大宮南小学校の学区となっている。
栃木市
- 藤田町[2]
- 宮田町
- 仲仕上町
- 樋ノ口町

- 高谷町
- 久保田町
- 大宮町の一部